# Hessite
La hessite è un minerale, un tellururo di argento. Il suo nome deriva da quello del chimico svizzero Germain Henri Hess. Fu descritta per la prima volta nel 1843, dal mineralogista tedesco Friedrich Froebel.

## Abito cristallino
I cristalli sono pseudocubici, equidimensionali, spesso deformati

## Origine e giacitura
Idrotermale. Ha paragenesi con oro, nagyágite e silvanite

## Forma in cui si presenta in natura
Cristalli, granuli fini e masserelle

## Caratteri chimico-fisici
Il sistema cristallino diventa cubico al di sopra dei 155 °C. È solubile in HNO3: la soluzione dà un precipitato bianco per aggiunta di acido cloridrico.
Trattando un po' di polvere del minerale con H2SO4 concentrato, dà una soluzione color lampone o rosso rubino. Fonde alla fiamma e la colora di verde chiaro. Al saggio sul carbone dà un globulo d' argento e nel tubo aperto dà un sublimato bianco di biossido di tellurio.

## Utilizzi
Raramente usato per estrarre argento e tellurio

## Località di ritrovamento
È presente a Botes (Romania); in masse fino a 20 kg a Zavodinsk, nel Semipalatinsk (Kazakistan); presente anche a San Sebastian (Messico) e a Coquimbo (Cile)